# Matthias Aeschbacher (Schwinger)
Matthias Aeschbacher (* 28. Januar 1992) ist ein Schweizer Schwinger aus Rüegsauschachen.

## Karriere als Schwinger
Matthias Aeschbacher konnte bisher sieben Kranzfestsiege feiern, darunter 2019 seinen ersten Bergkranzfestsieg beim Bergkranzfest am Schwarzsee. Weitere Kranzfestsiege errang er beim Teilverbandsfest Südwestschweizer 2019 in Leukerbad und bei fünf Kantonal-/Gauverbandsfesten (Oberländisches Schwingfest 2015 in Boltigen, Freiburger Kantonalschwingfest 2017 in Villaz-St-Pierre, Mittelländisches Schwingfest 2018 in Habstetten, Oberaargauisches 2018 in Schwarzenbach/Huttwil und Seeländisches 2018 in Dotzigen).
Dazu kommen noch 13 Bergkränze (4 Brünig, 2 Weissenstein, 2 Rigi, 2 Schwägalp, 2 Schwarzsee, 1 Stoos), 10 Teilverbandskränze (6 BKSV, 1 ISV, 1 NWSV, 1 NOSV, 1 SWSV), die Teilnahme am Kilchberger Schwinget 2014 und am Unspunnen-Schwinget 2017 und 10 regionale Festsiege (Lüderen-Schwinget 2016, Oberbühl-Schwinget 2015/2019, Lueg-Schwinget 2013/2017/2018, Wislisau-Schwinget 2017/2018, Frühjahrsschwinget Zäziwil 2018, Hallenschwinget Oberdiessbach 2019).
2019 gewann er am Eidgenössischen Schwing- und Älplerfest in Zug seinen ersten Eidgenössischen Kranz.
In der offiziellen Jahrespunkteliste des Eidgenössischen Schwingerverbands belegte Aeschbacher 2019 den 5. Rang.
2022 stand er am Eidgenössischen Schwing- und Älplerfest in Pratteln im Schlussgang, verlor aber gegen Joel Wicki.

## Leben
Aeschbacher wohnt in Rüegsauschachen. Er arbeitet als Maurer und Vorarbeiter und ist mit Madlen Aeschbacher verheiratet. Bei einer Grösse von 191 cm hat er ein Gewicht von 120 kg.